# Miréla Manjani
Miréla Manjani (en grec moderne : Μιρέλα Μανιάνι), née le 21 décembre 1976 à Durrës, en Albanie, est une athlète grecque spécialiste du lancer du javelot qui a remporté deux titres mondiaux en 1999 et 2003, un titre continental en 2002 et deux médailles olympiques en 2000 et 2004 (une en argent et une en bronze).

## Carrière sportive
En 1996, Mirela Manjani participe aux Jeux olympiques d'Atlanta sous les couleurs de l'Albanie, son pays de naissance. L'année suivante, elle épouse l'haltérophile George Tzelili et obtient la nationalité grecque. En 1999, elle remporte la médaille d'or des Championnats du monde de Séville avec un jet mesuré à 67,09 m, et obtient la médaille d'argent un an plus tard lors des Jeux olympiques de Sydney. Elle s'incline face à la Norvégienne Trine Hattestad mais établit sa meilleure performance avec 67,51 m (nouveau record national de Grèce). 
Lors des Mondiaux 2001 d'Edmonton, Mirela Manjani-Tzelili est une nouvelle fois battue en finale, la Cubaine Osleidys Menéndez la devançant de près de 4 mètres. En 2002, elle devient Championne d'Europe du javelot à Munich, et confirme l'année suivante en décrochant son deuxième titre mondial aux championnats du monde de Paris. Lors des Jeux olympiques d'Athènes en 2004, Manjani termine troisième de la finale remportée par Menéndez.

## Palmarès

### Jeux olympiques
- Jeux olympiques d'été de 2000 à Sydney :
  -  Médaille d'argent du lancer du javelot.
- Jeux olympiques d'été de 2004 à Athènes :
  -  Médaille de bronze du lancer du javelot.

### Championnats du monde
- Championnats du monde 1999 à Séville  :
  -  Médaille d'or du lancer du javelot.
- Championnats du monde 2001 à Edmonton  :
  -  Médaille d'argent du lancer du javelot.
- Championnats du monde 2003 à Paris  :
  -  Médaille d'or du lancer du javelot.

### Championnats d'Europe
- Championnats d'Europe 2002 à Munich :
  -  Médaille d'or du lancer du javelot.